# Lecithochirium albulae
Lecithochirium albulae är en plattmaskart. Lecithochirium albulae ingår i släktet Lecithochirium och familjen Hemiuridae. Inga underarter finns listade i Catalogue of Life.